# Mike Altwicker
Mike Altwicker (* 13. Januar 1974 in Waldbröl, Oberbergischer Kreis) ist ein deutscher Literaturkritiker, Buchhändler, Moderator, Journalist, Hochschuldozent und Verlagsrepräsentant.

## Berufliches und Privates
Mike Altwicker studierte Germanistik, Geschichte und Erziehungswissenschaften in Siegen, Bonn und Landau in der Pfalz. Nach einem Praktikum beim Merlin Verlag in der Lüneburger Heide eröffnete er zusammen mit seiner Frau die Buchhandlung Hansen & Kröger in Wiehl. Es folgte 2004 eine mittlerweile verkaufte Filiale in Ruppichteroth sowie 2005 eine Filiale in Engelskirchen.
Mit seiner Literaturshow Expeditionen ins Buchreich tritt Altwicker seit 2004 an zahlreichen Orten in NRW und Niedersachsen auf. Er wurde bekannt durch seine Buchbesprechungen bei Hier und heute im WDR Fernsehen und seine seit 2015 regelmäßig stattfindenden Buchhändlergespräche auf Deutschlandfunk Kultur. Seit Januar 2024 präsentiert Mike Altwicker im Wechsel mit Elke Heidenreich einen Buchtipp in der WDR-Sendung "Knispel am Sonntag".
Von 2010 bis 2020 war er Dozent am germanistischen Institut an der Bergischen Universität Wuppertal. Sein Augenmerk lag vor allem auf der Leseförderung in der Schule.
Seit 2023 ist Mike Altwicker Verlagsrepräsentant des S. Fischer Verlags in Frankfurt am Main.
Altwicker ist seit 2018 Mitglied der Jury des Crime Cologne Awards und seit 2019 deren Vorsitzender.
Er engagiert sich bei writers for future und sammelt bei seinen Veranstaltungen immer wieder für verschiedenste karitative Zwecke.
Mit seiner Familie lebt er im Homburger Ländchen im Oberbergischen Kreis.

## Ehrungen
Mike Altwicker wurde am 24. Juni 2015 durch Bürgermeister Werner Becker-Blonigen mit dem Silbernen Wiehltaler für sein literarisches und kulturelles Engagement durch die Stadt Wiehl ausgezeichnet.
Außerdem wurde seine Buchhandlung viermal mit dem Deutschen Buchhandlungspreis ausgezeichnet: 2015, 2016, 2020 und 2022 erhielt Hansen & Kröger das Gütesiegel (die ersten drei verliehen durch die Staatsministerin für Kultur und Medien Monika Grütters, der letzte durch die Staatsministerin für Kultur und Medien Claudia Roth) für eine von 100 hervorragenden Buchhandlungen in Deutschland.
2022 erhielt die Buchhandlung Hansen & Kröger im Rahmen von Neustart Kultur durch die Staatsministerin für Kultur und Medien Claudia Roth die „Anerkennungsprämie für Spitzenleistungen“ für besondere kulturelle Leistungen während der Pandemie.
Als eine von drei "besten" Buchhandlungen Deutschlands wurde Hansen & Kröger 2023 durch die Staatsministerin für Kultur und Medien Claudia Roth im Stuttgarter Schloss ausgezeichnet.

## Literarische Figur
Im Mai 2021 erschien der Krimi Drei Morde für die Mörder-Mitzi der Kölner Autorin und Schauspielerin Isabella Archan, in dem Altwicker einen Gastauftritt als Leiche hat. In dem Roman ist er als Wiener Trafikant Mike „Micki“ Altwicker das erste von drei Opfern.
Im August 2021 erschien der Erzählungsband Noch ein Mord, Mylord des Autors Ralf Kramp. In „Das Rätsel der verschwundenen Tänzerin“ hat Mike Altwicker einen Gastauftritt als Leiche. Als Tiefseetaucher Mike Oldwicker aus Wheel (eine augenzwinkernde Anspielung auf Altwickers Herkunft aus dem oberbergischen Wiehl) kommt er diesmal im eigenen Wohnzimmer ums Leben.
Im Mai 2022 erschien der Krimi Tide, Tod und Tüdelkram der Kölner Autorin Elke Pistor, in dem Altwicker diesmal als Kunsthistoriker auftritt. Außerdem kommt in dem in Bad Nordersielergroden spielenden Roman die Buchhandlung „Jansen & Krüger“ vor.
Auch in dem im September 2022 erschienenen Krimi Es gibt ein Sterben nach dem Tod von Tatjana Kruse, der Queen der Krimödie, hat Altwicker erneut einen Gastauftritt: als Buchhändler und Literaturkritiker, nach dem in Erkans Dönerbude mit Fusionsküche die Sushiplatte „Altwicker deluxe“ benannt wurde.
Im Januar 2023 ist der Krimi "Grenzfall – In der Stille des Waldes" von Anna Schneider erschienen, in dem der Buchhändler Mike Altwicker vermisst wird.